# Euro-Rijn Group
Euro-Rijn Group B.V. is een houdstermaatschappij van bedrijven actief in de volgende gebieden: Logistiek en transport, Verkoop van zout en aanverwante producten en diensten, Vastgoed & Ontwikkeling en Personeel.

## Geschiedenis
Euro-Rijn is een familiebedrijf dat in 1979 in Rotterdam is opgericht. Inmiddels is Euro-Rijn uitgegroeid tot een bedrijf met verschillende divisies die in totaal aan ruim 250 personeelsleden werk bieden.
In de beginjaren legde Euro-Rijn zich vooral toe op het transport van 'droge' bulkladingen waaronder kolen, ertsen, ijzer, legeringen, granen, veevoer, wegenbouwmaterialen en zout. Met succes, want de klantenkring groeide snel. Om alle wensen van klanten optimaal te kunnen vervullen, breidde Euro-Rijn de dienstverlening steeds verder uit. Sinds 1997 is Euro-Rijn gevestigd in het huidige kantoor in Moerdijk.

## Bedrijven en activiteiten
De verschillende bedrijven onder de vlag van de Euro-Rijn Group zijn actief in de volgende sectoren:
- Logistiek en transport
- Zouthandel en winterservices
- Vastgoed
- Personeel

### Logistiek en transport
Het merendeel van de bedrijven van de Euro-Rijn Group is actief in de logistieke dienstverlening. Ieder bedrijf heeft zijn eigen specialisme en doelgroep die zij bedient. De volgende bedrijven zijn actief in de logistieke dienstverlening:
- Combined Cargo Warehousing B.V. (CCW)
- Euro-Rijn Deutschland GmbH
- Euro-Rijn International B.V.
- Euro-Rijn XL Logistics B.V.
- Euro-Rijn XL Logistics Breda B.V.
- Euro-Rijn Quality Services B.V.
- Independent Commodities Logistics B.V. (ICL)
- Independent Transport Logistics B.V. (ITL)
- Libra Shipping B.V.
- Multi Cargo Logistics B.V. (MCL)
- Rotterdam Polymer Hub B.V. (RPH)
- Scheepvaartonderneming Euro-Rijn B.V.

### Verkoop van zout en aanverwante producten en diensten
De volgende bedrijven zijn actief in de zouthandel en winterservices:
- Eurosalt Handelmaatschappij B.V.
- Eurosalt Salzhandelsges.mbH
- Eurosalt Winter Services B.V.
- Gladheidbestrijding Amsterdam District B.V. (GLAD)
- Gladheidbestrijding Mainport Rotterdam B.V. (GMR)
- Gladheidbestrijding West Brabant B.V. (GWB)

### Vastgoed en ontwikkeling
De volgende bedrijven zijn actief in de vastgoed sector:
- Flushing Service Park C.V.
- KDC Vastgoed B.V.
- Kenick America B.V.
- Kenick Real Estate B.V.

### Personeel
- Staffyou B.V.

## Participaties
Naast de diversiteit aan bedrijven die opereren binnen de groep, bezit Euro-Rijn Group participaties in andere bedrijven, veelal actief in hetzelfde werkgebied als de volwaardige leden van de groep. Enkele voorbeelden zijn:
- BSR van Uden Stevedoring B.V. te Rotterdam
- Cargosnap B.V. te Utrecht
- Circulair Plastics B.V. te Aalsmeer
- Overslagbedrijf Moerdijk B.V. te Moerdijk
- SRG International B.V. te Roosendaal
- Staffyou B.V. te Rotterdam